# Udo von Osnabrück
Udo von Osnabrück († 28./29. Juni 1141) (häufig auch Udo von Steinfurt genannt) war von 1137 bis 1141 Bischof von Osnabrück. 

## Leben
Die ältere Literatur spricht davon, dass Udo aus dem Haus Steinfurt stammte. Dieses ist aber nicht gesichert. Vor seiner Erhebung zum Bischof war er Propst von St. Moritz in Hildesheim. 
Investiert wurde er vermutlich von Konrad III. Möglicherweise war er bei dessen Wahl 1138 in Koblenz anwesend. Diesem war er in der Folge auch treu. Am königlichen Hof ist er 1138 in Köln und Bamberg, 1139 in Goslar  und 1140 in Worms   als Zeuge verschiedener Rechtsakte nachweisbar. Möglicherweise hat er beim Hoftag in Goslar dazu beigetragen, dass Heinrich dem Stolzen das Herzogtum Bayern genommen wurde. 
Er begann die Stiftung des Klosters Gertrudenberg bei Osnabrück. Vollendet wurde die Gründung erst von seinem Nachfolger. Zu seiner Zeit sind auch die beiden Türme am Dom in Osnabrück begonnen und damit der Wiederaufbau abgeschlossen worden.